# Cal Gili (Mont-roig)
Cal Gili és una casa de Mont-roig de Segarra, entitat de població del municipi dels Plans de Sió (la Segarra) inclosa a l'Inventari del Patrimoni Arquitectònic de Catalunya.

## Descripció
Casa senyorial situada a la plaça de l'Església, de planta quadrangular, està bastida a base de carreus ben treballats disposats a filades, i s'estructura en planta baixa, pis i golfes.
A la planta baixa, en una posició central, s'hi troben les pedres cantoneres del que hauria estat un portal adovellat d'arc de mig punt, actualment tapiat.
A la part superior s'obren tres finestrals d'estil renaixentista, el del centre, amb profusió de motllures i entaulament superior coronat per una mena de fornícula en forma de petxina, i els laterals, més senzills i de dimensions més reduïdes, que també conserven part de les seves motllures.
A la part alta de l'edifici apareixen tres obertures molt similars en factura, amb profusió, com les anteriors, de motllures de l'època de construcció.

## Història
Aquesta antiga casa-palau o fortalesa ha anat passant d'hereus en hereus. En algun moment va servir també com a forn de pa.